# Desoximetasone
Esperson chuyển hướng ở đây. Đừng nhầm lẫn với Epperson.
Đối với các tòa nhà ở Houston xem: Tòa nhà Esperson.
Desoximetasone là một loại thuốc thuộc họ thuốc được gọi là corticosteroid tại chỗ. Nó được sử dụng để làm giảm các tình trạng da khác nhau, bao gồm cả phát ban. Nó giúp giảm đỏ, ngứa và kích ứng. Desoximetasone là một corticosteroid tổng hợp, một nhóm các steroid tổng hợp chủ yếu được sử dụng làm chất chống viêm và chống ngứa.
Có sẵn ba sản phẩm thương hiệu (có sẵn tùy theo quốc gia):
- Kem làm mềm Topicort (0,25% desoximetasone)
- Kem làm mềm Topicort LP (0,05% desoximetasone)
- Kem Topisolone (0,25% desoximetasone)

## Sử dụng
Khi sử dụng desoximetasone, một số loại thuốc có thể được hấp thụ qua da vào máu. Hấp thụ quá nhiều có thể dẫn đến các tác dụng phụ không mong muốn ở nơi khác trong cơ thể. Một lượng lớn desoximetasone nên tránh trên các khu vực rộng lớn. Nó không nên được sử dụng trong thời gian dài. Các khu vực được xử lý không nên được phủ bằng băng kín như bọc nhựa hoặc băng dính. Trẻ em có thể hấp thụ nhiều thuốc hơn người lớn. Desoximetasone chỉ được sử dụng trên da và nên tránh xa mắt.
Desoximetasone cũng có thể được sử dụng để điều trị một số loại bệnh vẩy nến.